# Ngozi Okonjo-Iweala
Dr. Ngozi Okonjo-Iweala (Delta, 13 juni 1954) is een Nigeriaans-Amerikaanse econoom en internationale ontwikkelingsdeskundige. Zij is sinds 2021 directeur-generaal van de Wereldhandselsorganisatie (WHO).
Okonjo-Iweala doorliep een 25 jaar lange carrière bij de Wereldbank, als ontwikkelingseconoom, en later (2007-2011) als Managing Director Operations. Ze was ook minister van Financiën van Nigeria (2003-2006, 2011-2015) onder respectievelijk president Olusegun Obasanjo en president Goodluck Jonathan. In die functie onderhandelde zij succesvol over de kwijtschelding van schulden, en bestreed zij de corruptie.
Zij zetelde ook in de bestuursraden van internationale instellingen als Gavi, the Vaccine Alliance, de Aziatische Infrastructuurinvesteringsbank, de African Development Bank, het Internationaal Monetair Fonds, bedrijven als Standard Chartered, Twitter en Danone, en verschillende NGO’s.
Dr. Okonjo-Iweala werd in 2019 verkozen tot lid van de American Academy of Arts and Sciences. Zij ontving tal van internationale prijzen, is auteur van een zestal boeken, voornamelijk over financiële economie, en hield enkele TED-conferenties, onder meer over corruptie.

## Wereldhandelsorganisatie
Op 5 februari 2021 lieten de VS hun verzet varen tegen haar kandidatuur voor de functie van directeur-generaal van de Wereldhandelsorganisatie, waarvoor zij door een meerderheid van landen was voorgedragen. Haar tegenkandidaat, de Zuid-Koreaanse Yoo Myung-hee, trok haar kandidatuur in. Op 15 februari 2021 werd dan de aanstelling van dr. Ngozi aangekondigd. Zij trad op 1 maart 2021 in functie, voor een ambtstermijn die afloopt op 31 augustus 2025.
- Bibsys: 12059921
- Bibliothèque nationale de France: cb167385949 (data)
- Gemeinsame Normdatei: 171681975
- International Standard Name Identifier: 0000 0000 3331 4402
- Library of Congress Control Number: n2002099909
- Nationale Bibliotheek van Tsjechië: xx0275284
- Nationale Bibliotheek van Israël: 987007329977705171
- Nederlandse Thesaurus van Auteursnamen: 254831370
- Système universitaire de documentation: 099486830
- Virtual International Authority File: 36280591
- WorldCat: E39PBJmXJFC8mYYRqdBJ7CKrv3